# アグスティン・ファラブンド・マルティ
アグスティン・ファラブンド・マルティ（Agustín Farabundo Martí, 1893年5月5日 - 1932年2月1日）は、エル・サルバドルの革命家。

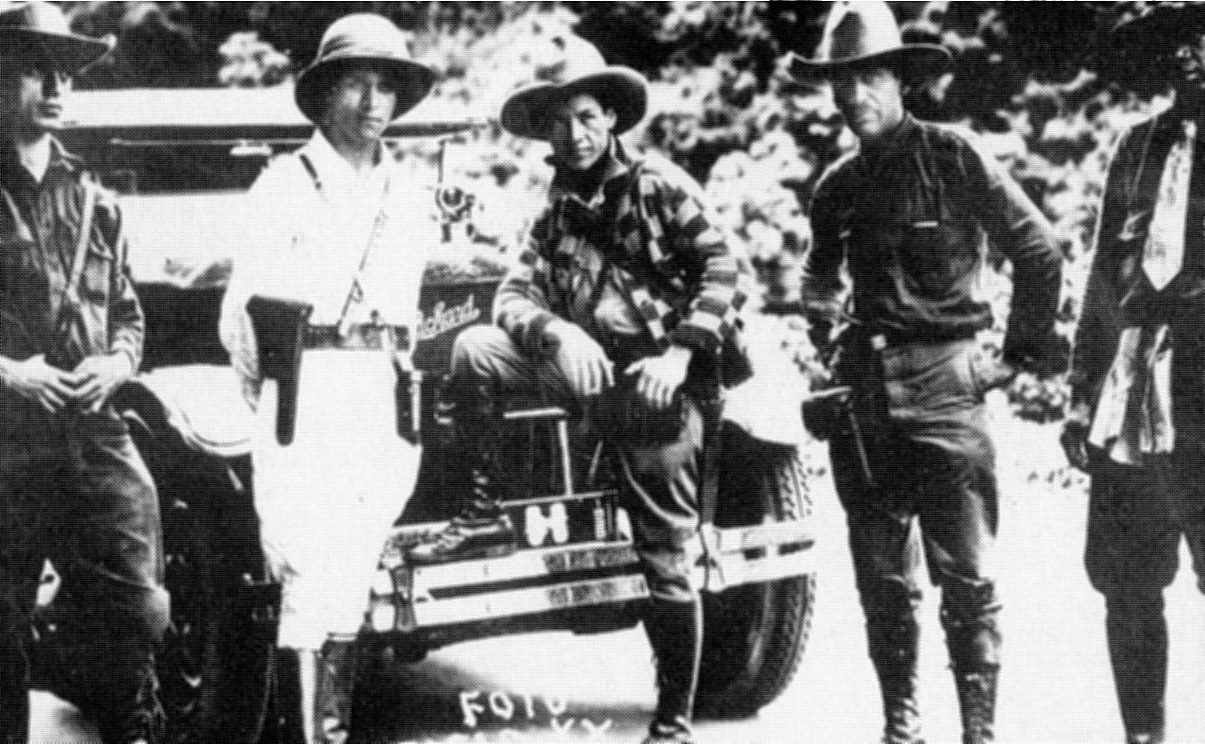
サンディーノ（中央）とファラブンド・マルティ（右から二人目）

大地主層出身だが、エルサルバドル大学の学生時代に左翼の活動を開始し、1920年代頃から諸外国を行き来した。また、ニカラグアのアウグスト・セサル・サンディーノが率いるニカラグア民族主権防衛軍に参加してアメリカ海兵隊と戦ったが、サンディーノが民族主義者であることに気付き、意見の相違により袂を分かつと帰国した。しかし、共産主義と民族主義という相容れない関係ではあったものの、後年マルティはサンディーノのことを偉大な革命家と絶賛している。
帰国後にはエルサルバドル共産党を設立した。1932年、先住民の農民たちを指導して、独裁者マクシミリアーノ・エルナンデス・マルティネスに対する蜂起を企てていたところを治安機関に察知され、逮捕された。彼の逮捕の後、農民達は蜂起したが、指導者を失った農民は軍によって虐殺された。マルティも同志と共に処刑された。
しかし、彼の遺志はファラブンド・マルティ民族解放戦線(FMLN)に引き継がれた。ニカラグアにおける革命によってサンディニスタ民族解放戦線（FSLN）がソモサ王朝の独裁体制を破ると、FMLNも1980年にエル・サルバドルの極右政権に抵抗して反乱を起こした。結局革命は成功しなかったものの、長く苦しいエルサルバドル内戦の終結後、エル・サルバドルは民主主義に復帰し、合法政党となったFMLNも、2009年の選挙でマウリシオ・フネスを大統領に当選させることに成功した。